# Casa (personaggio)
Thomas Conklin, noto anche come Casa (House in lingua originale e dell'edizione italiana della serie animata), è un personaggio immaginario della serie cinematografica  Scuola di polizia, interpretato da Tab Thacker, e dell'omonima serie animata, dov'è doppiato da Tony Fuochi.

## Caratteristiche
È uno dei cadetti, nonché il più grasso e pasticcione del gruppo. 

Nel quarto film, entra a far parte del gruppo del programma C.O.P., ed è amico d'infanzia di Moses Hightower, ma nella serie animata, successivamente, diventa collega di Sweetchuck e Zed, dopo essersi arruolato nel quinto film.

Nella serie animata, ha i tre amici di nome Big Boss, Cool e Mark (che parodiano il gruppo musicale dei Fat Boys).